# Takahama
Takahama (japanska: 高浜市?, Takahama-shi) är en japansk stad i Aichi prefektur på den centrala delen av ön Honshu. Staden är belägen vid Chitaviken sydost om Nagoya och ingår i denna stads storstadsområde. Takahama fick stadsrättigheter 1970.. 

## Källor

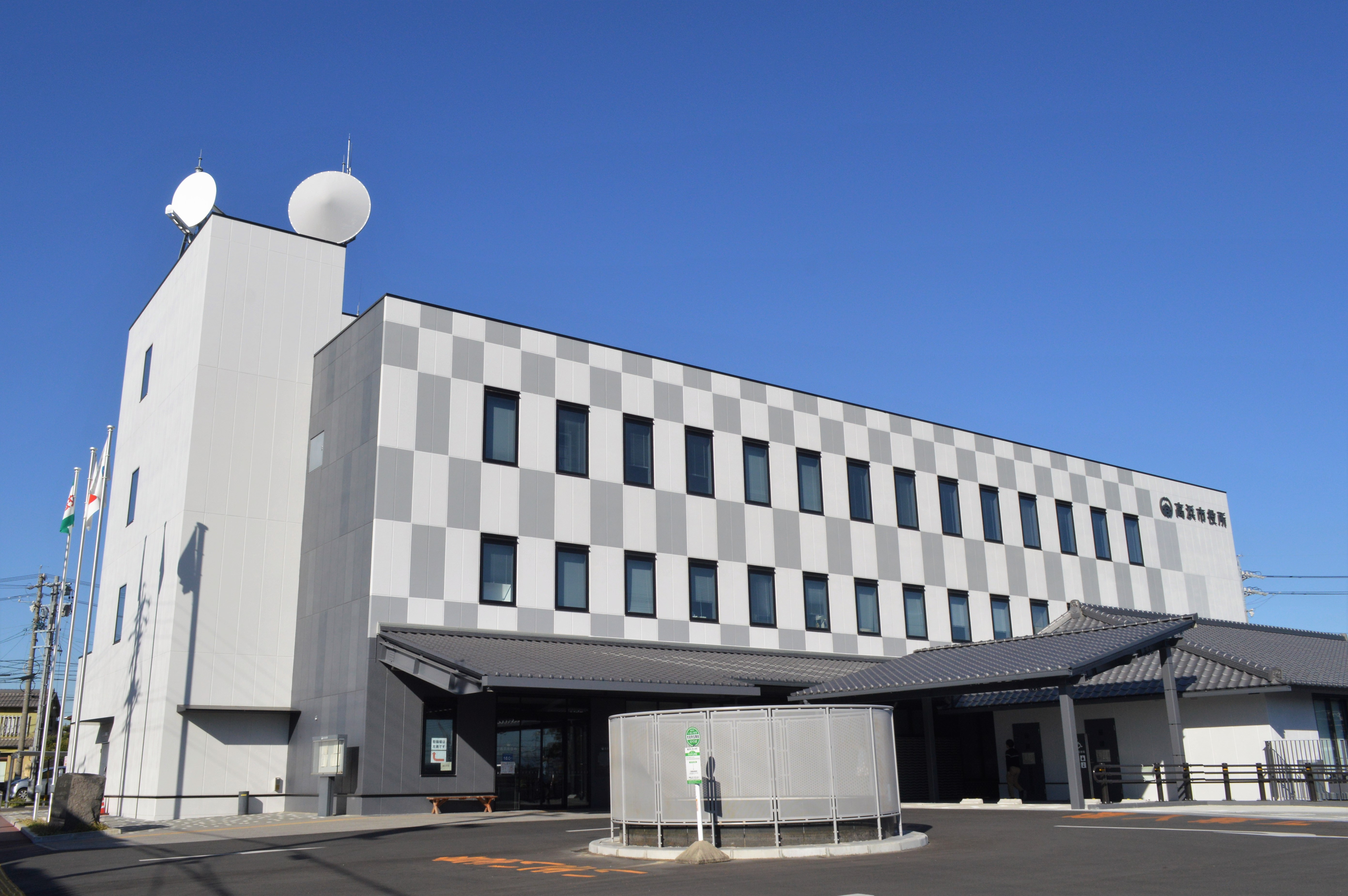
Stadshuset